# 제7군단 (조선민주주의인민공화국)
조선인민군 제7군단은 1951년 1월 이전에 창설된 부대이다.

## 역사
한국전쟁에서 인공 동굴을 파고 사령부를 세워서 운영한 것으로 알려져 있다. 2020년~2023년 경에는 11군단을 대신하여 북중 국경에 배치되기도 하였다.

## 같이 보기
- 제1군단 (조선민주주의인민공화국)
- 제2군단 (조선민주주의인민공화국)
- 제3군단 (조선민주주의인민공화국)
- 제4군단 (조선민주주의인민공화국)
- 제12군단 (조선민주주의인민공화국)